# ۱۱۳۲ (میلادی)
۱۱۳۲ (میلادی) هزار و صد و سی و دومین سال تقویم میلادی است.

## درگذشتگان
‎